# Базарбай (Казахстан)
Базарбай (каз. Базарбай) — село у складі Байзацького району Жамбильської області Казахстану. Входить до складу Байтерецького округу.
У радянські часи село було частиною села Кокбастау.
Населення — 1106 (2021; 275 у 2009, 760 у 1999, 796 у 1989).